# Мини-отель
Мини-отель (мини-гостиница) — гостиница, в которой имеется от 5 до 15 номеров. В некоторых источниках указывается, что гостиница малых размеров может содержать до 30 или до 100 номеров.
В российской системе классификации гостиниц и иных средств размещения мини-отели, наряду с крупными гостиницами, с июля 2017 года обязаны пройти классификацию в установленном порядке по присвоению категории звёздности. Как правило, мини-отели имеют категорию от 2 до 4 звёзд. Гораздо реже встречаются мини-отели с категорией «без звёзд» или «5 звёзд».
Мини-отели широко распространены как в крупных, так и в небольших городах. Особенно они популярны в исторических частях города.
Мини-отель может одновременно являться и бутик-отелем, то есть иметь уникальное тематическое оформление номеров. Кроме того, мини-отель может являться и капсульным отелем.
Среди преимуществ мини-отелей выделяют:
- малую вместимость;
- доступную стоимость проживания;
- более демократичную по сравнению с крупными отелями атмосферу;
- возможность арендовать номер на несколько часов;
- камерную атмосферу антикварного особняка;
- в некоторых мини-отелях имеется кухня, доступная для гостей.

К недостаткам относят:
- отсутствие в отеле дополнительных услуг (ресторана, фитнес-клуба, бассейна)[2].